# Långtjärnen (Ådals-Lidens socken, Ångermanland, 705369-157044)
Långtjärnen är en sjö i Sollefteå kommun i Ångermanland och ingår i Ångermanälvens huvudavrinningsområde.